# Čekmaguševskij rajon
Il Čekmaguševskij rajon (in russo Чекмагушевский район?) è un municipal'nyj rajon della Repubblica della Baschiria, nella Russia europea.